# Brian Pennefather-Evans
Brian Pennefather-Evans, britanski general, * 1897, † 13. avgust 1954, Nova Zelandija.